# Белевский проспект
Бе́левский проспект — магистраль в Невском районе Санкт-Петербурга, проходящая от улицы Цимбалина до проспекта Александровской Фермы.

## История
Белевский проспект существовал в Петербурге ещё в 1903—1913 годах. Он проходил от Невы к Белевскому полю. В 1913 году проспект был переименован в Белевский переулок (ныне Белевский переулок проходит немного в другом месте).
В 1970-х годах Белевское поле было застроено домами, главным образом, по улице Седова, и 6 июня 1975 года название переулка было упразднено, хотя сам он по-прежнему проходил от проспекта Обуховской Обороны в районе Речного порта к улице Шелгунова.
7 июля 1993 года вновь сформированному проезду, проходящему параллельно железнодорожным путям в районе станции Московская-Сортировочная, было присвоено название Белевский проспект.
Помимо исторического Белевского переулка, трасса современного Белёвского проспекта включает ещё один исторический переулок (участок от улицы Цимбалина до Железнодорожного проспекта) — с 1912 по 1936 годы это Кирпичный переулок, а затем, вплоть до 6 июня 1975 года — Кириллов переулок.

## Название

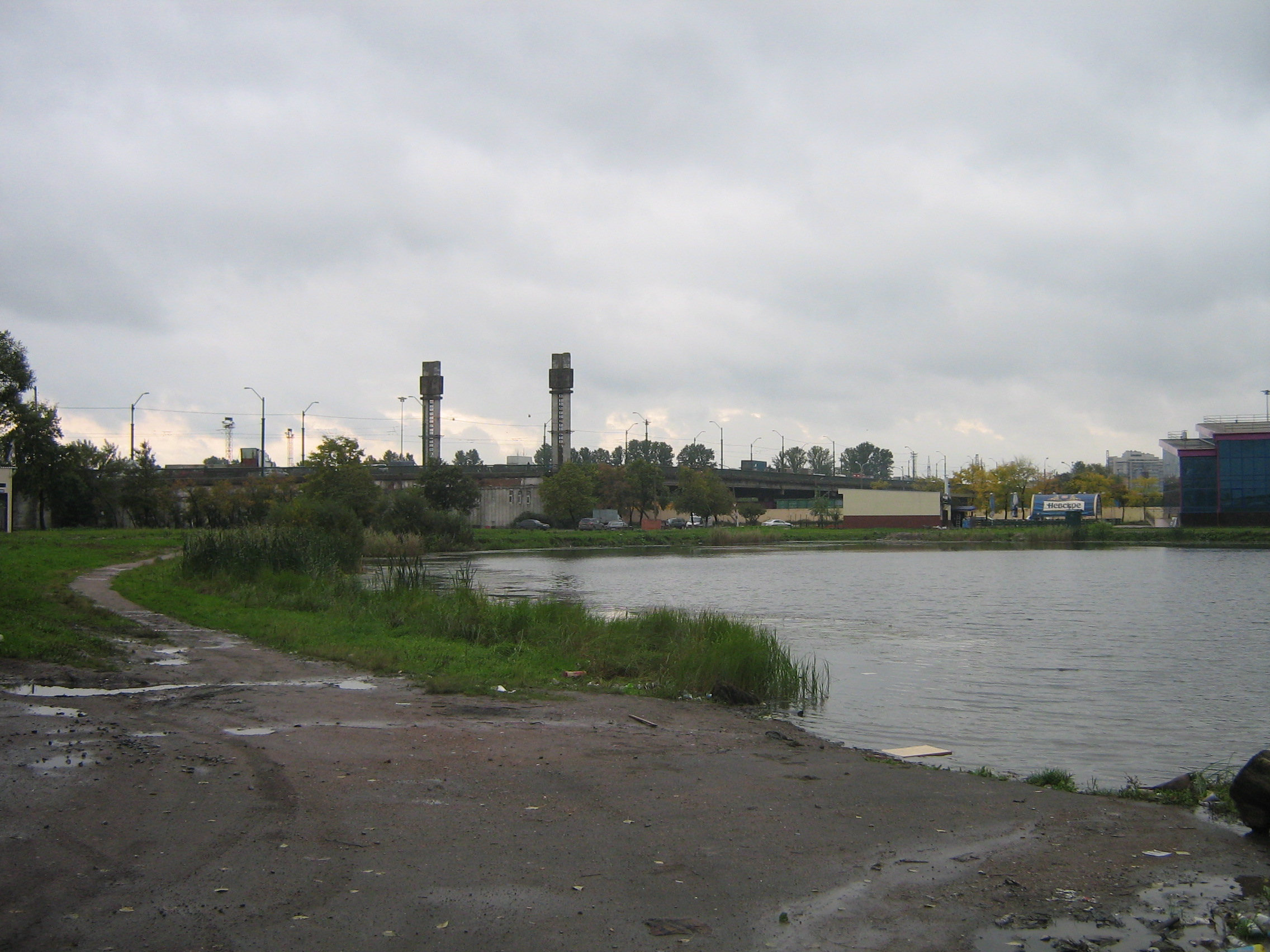
Ивановский карьер

Название современного Белевского проспекта напоминает о ранее существовавшем здесь Белевском поле — территории, приблизительно ограниченной бульваром Красных Зорь, улицей Бабушкина, проспектом Александровской Фермы и Московской железнодорожной линией. Название же поля возникло в обиходе живших поблизости крестьян деревни Лесозаводской, так как земли, расположенные в этой местности, в середине XIX века арендовал Карл (Чарльз) Белль. Кроме того, его младший брат Давид Белль в те же годы арендовал здесь Александровскую ферму. Их отец Давид Белль-старший в 1821 году был вызван из Англии для работы мастером на Александровской мануфактуре.

## Пересечения
- улица Цимбалина
- Железнодорожный проспект
- Варфоломеевская улица
- Ивановская улица
- бульвар Красных Зорь
- Белевский переулок
- улица Шелгунова
- улица Кибальчича
- Преображенский переулок
- проспект Александровской Фермы